# Paraletharchus
Paraletharchus – rodzaj ryb promieniopłetwych z podrodziny Ophichthinae w obrębie rodziny żmijakowatych (Ophichthidae).

## Rozmieszczenie geograficzne
Do rodzaju należą gatunki występujące w wodach wschodniej części Oceanu Spokojnego.

## Morfologia
Długość ciała do 81 cm; brak danych dotyczących masy ciała.

## Systematyka
Rodzaj zdefiniował w 1974 roku ichtiolog John E. McCosker w artykule poświęconym rewizji taksonomicznej rodzaju Letharchus z rodziny żmijakowatych, opublikowanym w czasopiśmie Copeia. Gatunkiem typowym jest (oryginalne oznaczenie) P. pacificus.

### Etymologia
Paraletharchus: gr. παρα para ‘blisko, obok’; rodzaj Letharchus Goode & Bean, 1882.

### Podział systematyczny
Do rodzaju należą następujące gatunki:
- Paraletharchus opercularis (Myers & Wade, 1941)
- Paraletharchus pacificus (Osburn & Nichols, 1916)